# Chebeague Island
Chebeague Island ist eine Town im Cumberland County des Bundesstaates Maine in den Vereinigten Staaten. Die town liegt auf 17 Inseln in der Casco Bay, im Atlantischen Ozean. Im Jahr 2020 lebten dort 396 Einwohner in 514 Haushalten. In den Vereinigten Staaten werden zu den Haushalten auch Ferienwohnungen, Zweithaushalte usw. mitgezählt.

## Geografie
Nach den Angaben des United States Census Bureaus hat Brunswick eine Fläche von 61,0 km², wovon 9,2 km² aus Land und 50,8 km² aus Gewässern bestehen.

### Geografische Lage
Das Gebiet der Town erstreckt sich über 17 Inseln der Casco Bay, im Atlantischen Ozean. Zu diesen Inseln gehören: die größte Insel der Town Great Chebeague, mit dem benachbarten Little Chebeague sowie die kleineren Inseln Bangs, Bates, Hope, Ministerial, Sand, Stave, Stockman und die kleinen Upper Green Islands. Von diesen sind nur Great Chebeague und Hope ganzjährig bewohnt.

### Nachbargemeinden
Alle Entfernungen sind als Luftlinien zwischen den offiziellen Koordinaten der Orte aus der Volkszählung 2010 angegeben.
- Norden: Harpswell, 12,2 km
- Südosten: Long Island, 8,5 km
- Süden: Portland, 12,3 km
- Südwesten: Falmouth, 21,8 km
- Westen: Cumberland, 19,0 km
- Nordwesten: Yarmouth, 9,0 km

## Geschichte
Die Town wurde am 1. Juli 2007 gegründet. Zuvor gehörte das Gebiet zur Town Cumberland. Die Town Chebeague Island besteht aus 17 Inseln und dem umgebenen Wasserflächen. Die größte Insel der Town ist Great Chebeague, auf ihr befindet sich auch die Town Hall.
Die Inseln wurden bereits durch Indianer vor tausenden von Jahren genutzt, jedoch nicht ganzjährig, sondern in den Sommermonaten für den Fischfang. Ihr Name für die Insel Chebeague bedeutet Insel mit vielen Frühlingen im 18. Jahrhundert folgten dann Siedler aus Europa. Viele der Inseln der Casco Bay sind ganzjährig bewohnt, von den Inseln, die zur Town gehören jedoch momentan nur Great Chebeague und Hope. Great Chebeague wurde seit der Besiedlung durch europäische Siedler dauerhaft bewirtschaftet, zunächst landwirtschaftlich, inzwischen liegt der Schwerpunkt auf Meereswirtschaft, Schiffbau, Fischerei und Landwirtschaft.
Aufgrund der Stabilität der Wirtschaft hat sich Great Chebeague touristisch wenig entwickelt. Touristische Infrastruktur ist auf benachbarten Inseln weit verbreitet. Als die Wirtschaft auf Great Chebeague in den 1890er Jahren ins Stocken geriet, wurden auch hier Hotels gebaut und viele Häuser in Ferienhäuser umgewandelt. Dies kombiniert mit einer stärkeren Ausrichtung auf den Fischfang, schien die einzige Option zu sein, um die Siedlung aufrechtzuerhalten. Heute hat die maritime Wirtschaft auf der Insel besondere Bedeutung.
Während Chebeague zu Cumberland gehört, bekamen die Inseln eine vermögensbezogene Bewohnerschaft. Innovation und Einfallsreichtum führten zu einer Insel mit guter Infrastruktur, die aus einer Schule, Feuerwehr und Rettungsabteilungen, Bibliothek, Erholungsheimen, betreuten Wohnformen, Tagespflege, Gemeindesaal, Kirche, einer historischen Gesellschaft und vielen verschiedenen Institutionen bestand, die notwendig sind, um eine kleine Stadt aufrechtzuerhalten, einschließlich eines eigenen Internetproviders.
Little Chebeague ist bei Ebbe zu Fuß von Great Chebeague über eine Sandbank zu erreichen, besitzt Süßwasserquellen und Bäche. Es ist zumeist unbewohnt. Vor dem Zweiten Weltkrieg befanden sich dort einige Sommerhäuser. Auf Little Chebeague wurde ein Trainingscamp des Portland Naval Training Center errichtet. Es wird heute vom Maine Bureau of Parks and Lands als unentwickelter Park geführt, indem es gestattet ist, zu picknicken, zu campen und zu schwimmen, aber in dem keine Einrichtungen vorgesehen sind. In der Nähe befinden sich die Inseln Great Diamond Island und Little Diamond Island.

### Einwohnerentwicklung
| Volkszählungsergebnisse – Town of Chebeague Island, Maine | Volkszählungsergebnisse – Town of Chebeague Island, Maine | Volkszählungsergebnisse – Town of Chebeague Island, Maine | Volkszählungsergebnisse – Town of Chebeague Island, Maine | Volkszählungsergebnisse – Town of Chebeague Island, Maine | Volkszählungsergebnisse – Town of Chebeague Island, Maine | Volkszählungsergebnisse – Town of Chebeague Island, Maine | Volkszählungsergebnisse – Town of Chebeague Island, Maine | Volkszählungsergebnisse – Town of Chebeague Island, Maine | Volkszählungsergebnisse – Town of Chebeague Island, Maine | Volkszählungsergebnisse – Town of Chebeague Island, Maine |
| Jahr                                                      | 2000                                                      | 2010                                                      | 2020                                                      | 2030                                                      | 2040                                                      | 2050                                                      | 2060                                                      | 2070                                                      | 2080                                                      | 2090                                                      |
| --------------------------------------------------------- | --------------------------------------------------------- | --------------------------------------------------------- | --------------------------------------------------------- | --------------------------------------------------------- | --------------------------------------------------------- | --------------------------------------------------------- | --------------------------------------------------------- | --------------------------------------------------------- | --------------------------------------------------------- | --------------------------------------------------------- |
| Einwohner                                                 |                                                           | 341                                                       | 396                                                       |                                                           |                                                           |                                                           |                                                           |                                                           |                                                           |                                                           |

## Kultur und Sehenswürdigkeiten

### Bauwerke
Der Great Chebeague Golf Club wurde im Jahr 2015 ins National Register of Historic Places unter der Register-Nr. 15000416 aufgenommen.

## Wirtschaft und Infrastruktur

### Verkehr
Chebeague Island ist nur per Schiff erreichbar. Auf der Insel gibt es mehrere Straßen, die zur Town gehören.

### Öffentliche Einrichtungen
In Chebeague Island gibt es keine medizinischen Einrichtungen. Die nächstgelegenen Krankenhäuser für die Bewohner von Chebeague Island befinden sich in Portland, Yarmouth und Falmouth.

### Bildung
Chebeague Island gehört mit Cumberland und North Yarmouth zum Maine School Administrative District 51.
Im Distrikt werden folgende Schulen angeboten:
- Greely High School in Cumberland
- Greely Middle School in Cumberland
- Mabel I. Wilson School in Cumberland

## Persönlichkeiten

### Persönlichkeiten, die vor Ort gewirkt haben
- Aristides Phoutrides (1887–1923), Klassischer Philologe und Neogräzist